# Parafia Trójcy Przenajświętszej w Żyrakowie
Parafia pw. Trójcy Przenajświętszej w Żyrakowie – parafia rzymskokatolicka znajdująca się w diecezji tarnowskiej w dekanacie Dębica Wschód. Erygowana w 1952. Mieści się pod numerem 138.

## O parafii
Pierwsze informacje na temat Żyrakowa pochodzą z dokumentów średniowiecznych. Natomiast z 1595 r. pochodzą pierwsze wpisy w aktach powizytacyjnych parafii Straszęcin, podając, że w Żyrakowie znajduje się kaplica pw. Trójcy Przenajświętszej należąca do tejże parafii. W 1621 r bp krakowski Marcin Szyszkowski pozwolił na sprawowanie w tej kaplicy posługi duszpasterskiej. Pod koniec XVIII w. kolejny właściciel wsi, Bomer Kalwin, zlikwidował kaplicę (zmienił ją na spichlerz). Dopiero w 1946 r. ówczesny dziedzic Witold Pieniążek zwrócił budynek parafii, przekształcając ją znów na miejsce kultu. Odnowioną kaplicę poświęcił bp Jan Stepa w 1947 r.
W 1948 w Żyrakowie utworzono samodzielny rektorat, a w 1952 r. rektorat przekształcono na parafię pw. Trójcy Przenajświętszej w Żyrakowie.
Prace budowlane obecnego kościoła parafialnego rozpoczęto w 1982 r. Dzięki wielkiemu zaangażowaniu wiernych już 29 maja 1983 r. bp Jerzy Ablewicz - biskup tarnowski wmurował kamień węgielny i poświęcił świątynię.

### Terytorium parafii
Do parafii należą wierni z Żyrakowa i Woli Żyrakowskiej.

## Proboszczowie
- ks. Tomasz Zagólski - rektor (1948-1952)
- ks. Tomasz Zagólski (1952-1959)
- ks. Romuald Wojna (1959-1977)
- ks. Jan Chajec (1977-2008)
- ks. Józef Jasiurkowski (16.08.2008-12.08.2023)
- ks. Tomasz Gołąbek od 12.08.2023 - obecnie[1][4]